# Ogród Historii w Gniewie
Ogród Historii – zespół figur i pomników zlokalizowany w Gniewie przy ul. Sambora oraz Dolny Podmur.
Zespół powstał w 2012 z inicjatywy gniewskiej parafii św. Mikołaja (umiejscowionej przy ul. Sambora). Pomysłodawcą był ks. Zbigniew Rutkowski, a celem było przyciągnięcie turystów w ten rejon miasta, uznawany za wyjątkowo atrakcyjny wizualnie. Najważniejszym elementem Ogrodu jest figura Misia Maciusia w blendzie przy ul. Sambora (umieszczona przed powstaniem Ogrodu, w 2010). Oprócz niej w ramach plenerowej wystawy prezentowane są m.in.:
- słup z ławką w formie tomów ksiąg, upamiętniający nadanie praw miejskich Gniewowi (1297) i pierwszą siedzibę wojewody pomorskiego (1454),
- ściana z trzema krzywymi lustrami,
- figura Strażnika Skarbów Radziwiłłów, upamiętniająca postacie z tego rodu związane z Gniewem,
- kamienie pamiątkowe upamiętniające nieistniejące: synagogę (1821-1939) i kościół ewangelicki (1823-1957),
- słup-zapałka (2 metry) upamiętniający pożar zamku gniewskiego (20 lipca 1921),
- tablica pamiątkowa ku czci powrotu Gniewa do Polski (27 stycznia 1920),
- kamienne drzwi z dwiema dziurkami od klucza – można przez nie obejrzeć instrumenty orkiestry parafialnej, która otrzymała przywileje królewskie od Jana III Sobieskiego[2].

Oficjalne odsłonięcie zespołu nastąpiło 1 lipca 2012, na cześć 715-lecia istnienia parafii i drugich urodzin Misia Maciusia. Planowana jest dalsza rozbudowa Ogrodu.

## Galeria

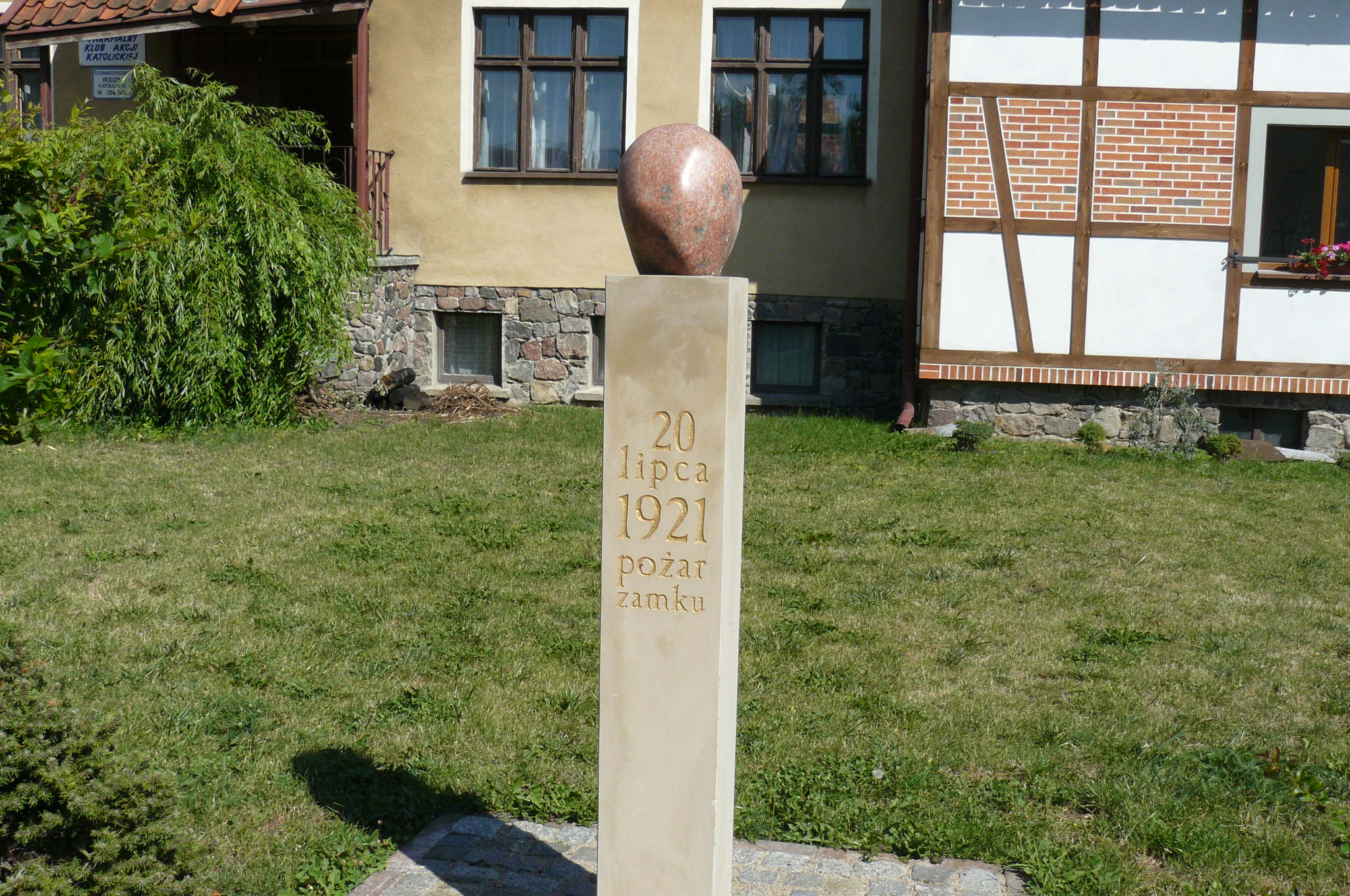
Zapałka
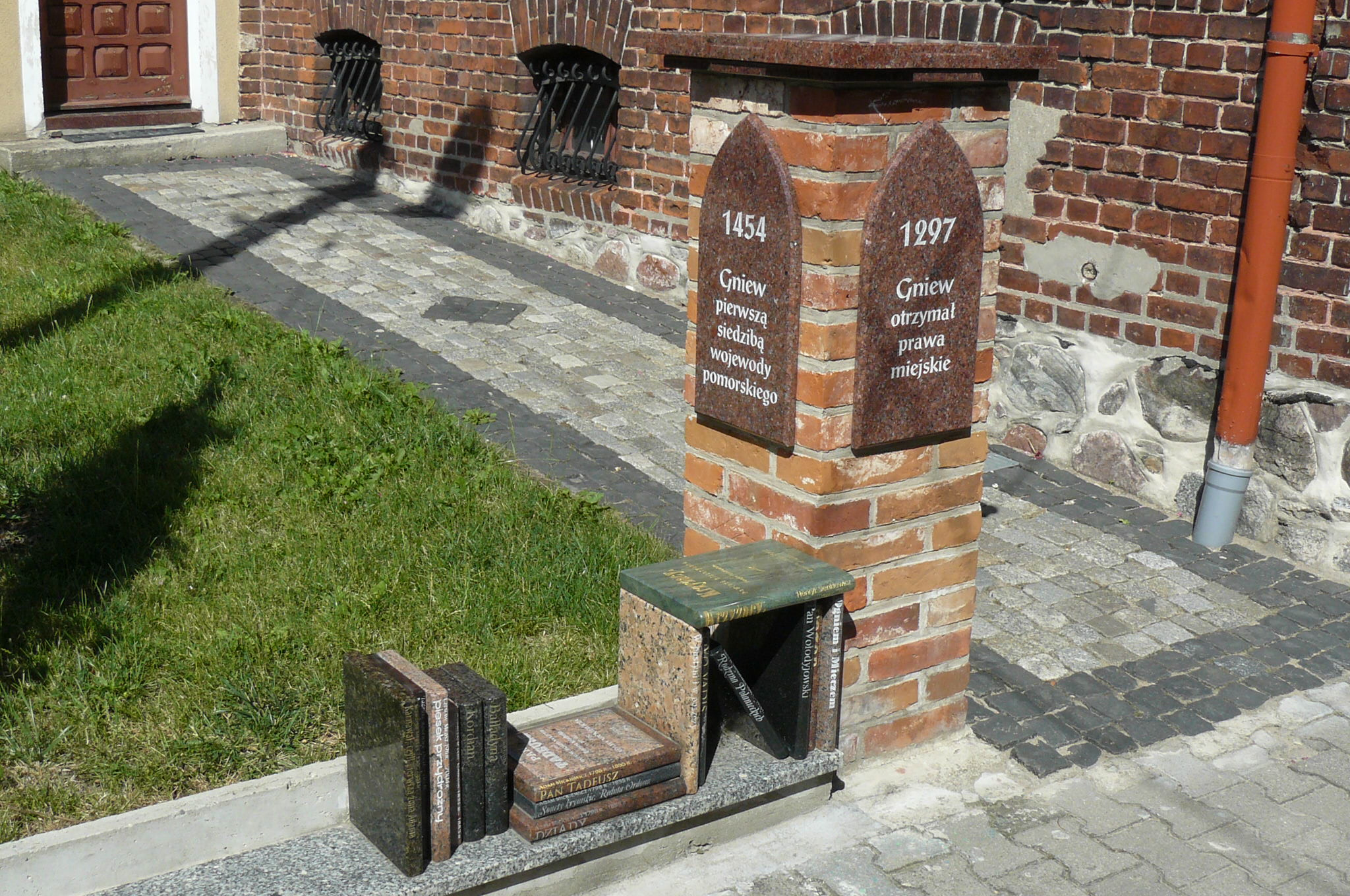
Ławka z ksiąg
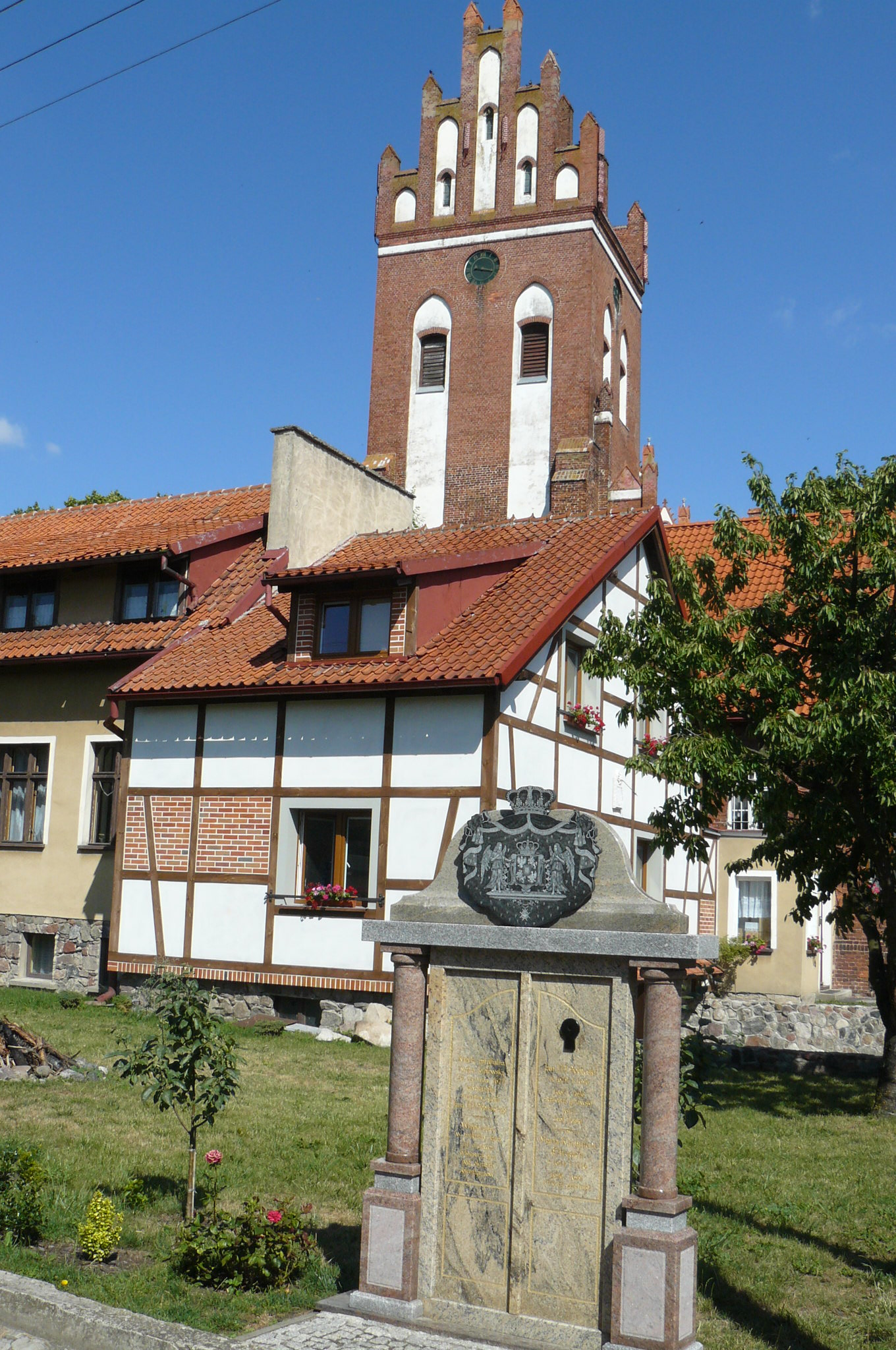
Szafa Sobieskiego